# Jonielle Smith
Jonielle Smith (Kingston, 30 gennaio 1996) è una velocista giamaicana, campionessa mondiale della staffetta 4×100 metri a Doha 2019.

## Palmarès
| Anno | Manifestazione   | Sede         | Evento      | Risultato  | Prestazione | Note                                    |
| ---- | ---------------- | ------------ | ----------- | ---------- | ----------- | --------------------------------------- |
| 2013 | Mondiali allievi | Donec'k      | 100 m piani | Semifinale | 12"01       |                                         |
| 2013 | Mondiali allievi | Donec'k      | 200 m piani | Semifinale | 24"13       |                                         |
| 2018 | Giochi CAC       | Barranquilla | 100 m piani | Oro        | 11"04       |                                         |
| 2018 | Giochi CAC       | Barranquilla | 4×100 m     | Oro        | 43"41       |                                         |
| 2018 | Campionati NACAC | Toronto      | 100 m piani | Argento    | 11"07       |                                         |
| 2018 | Campionati NACAC | Toronto      | 4×100 m     | Argento    | 43"33       |                                         |
| 2019 | World Relays     | Yokohama     | 4×100 m     | Argento    | 43"29       |                                         |
| 2019 | Mondiali         | Doha         | 100 m piani | 6ª         | 11"06       |                                         |
| 2019 | Mondiali         | Doha         | 4×100 m     | Oro        | 41"44       | Miglior prestazione mondiale stagionale |